# Alix von Courtenay
Alix von Courtenay (auch Alice de Courtenay; * um 1160; † 12. Februar 1218) war durch Ehe nacheinander eine Gräfin von Joigny und Angoulême im späten 12. und frühen 13. Jahrhundert. Sie war eine Tochter des Peter I. von Courtenay († 1180/83) und über diesen eine Enkelin des französischen Königs Ludwig VI. des Dicken.
Um das Jahr 1180 wurde Alix mit dem Grafen Wilhelm I. von Joigny verheiratet, von dem sie sich um 1186 wieder trennte. Mit ihm hatte sie einen gemeinsamen Sohn, den späteren Grafen Peter von Joigny († 1222).
Kurz nach ihrer Trennung heiratete sie den Grafen Aymar von Angoulême († 1202), mit dem sie eine Tochter hatte. Isabella († 31. Mai 1246) wurde 1200 mit König Johann Ohneland von England verheiratet unter Missachtung eines zuvor beschlossenen Verlöbnisses mit Hugo IX. von Lusignan, worauf König Philipp II. August von Frankreich einen Prozess gegen Johann Ohneland eröffnete. Weil Isabella die folgenden Jahre als Königin in England weilte, nahm Alix die Verwaltung in Angoulême war.
Nachdem Johann Ohneland im Jahr 1204 per Urteilsspruch aller seiner Besitzungen und Rechte in Frankreich für verlustig erklärt worden war, beeilte sich Alix, gegenüber König Philipp II. August den Lehnseid für Angoulême in Vertretung ihrer Tochter abzulegen. Somit konnte sie das Erbe ihrer Tochter vor einer drohenden Enteignung bewahren.

## Einzelnachweis
1. ↑  Layettes du Trésor des Chartes Vol. 1, hrsg. von Alexandre Teulet (Paris, 1863), Nr. 741, S. 272

## Weblink
- Seigneurs de Courtenay (Capet) bei Foundation für Medieval Genealogy.fmg (englisch)

| Personendaten    | Personendaten                   |
| ---------------- | ------------------------------- |
| NAME             | Alix von Courtenay              |
| ALTERNATIVNAMEN  | Alice de Courtenay              |
| KURZBESCHREIBUNG | Gräfin von Joigny und Angoulême |
| GEBURTSDATUM     | um 1160                         |
| STERBEDATUM      | 12. Februar 1218                |